# Mario Pestano
Mario Pestano, född den 8 april 1978 på Teneriffa, är en spansk friidrottare som tävlar i diskuskastning.
Pestano har under hela 2000-talet tillhört världseliten i diskuskastning utan att nå den absoulta toppen. Han har varit i final vid Olympiska sommarspelen 2008 där han slutade nia. Vidare har han tre gånger varit i VM-final (2003, 2005 och 2007) där en åttonde plats från 2003 är det bästa resultatet. Vid både EM 2002 och 2006 slutade han fyra.
Han har dessutom vunnit guld vid Medelhavsspelen 2005 och vid IAAF World Athletics Final 2004 i Monaco.

## Personliga rekord
- Diskuskastning - 69,50 meter